# Mesochorus petilus
Mesochorus petilus là một loài tò vò trong họ Ichneumonidae.